# El Capitán Piluso

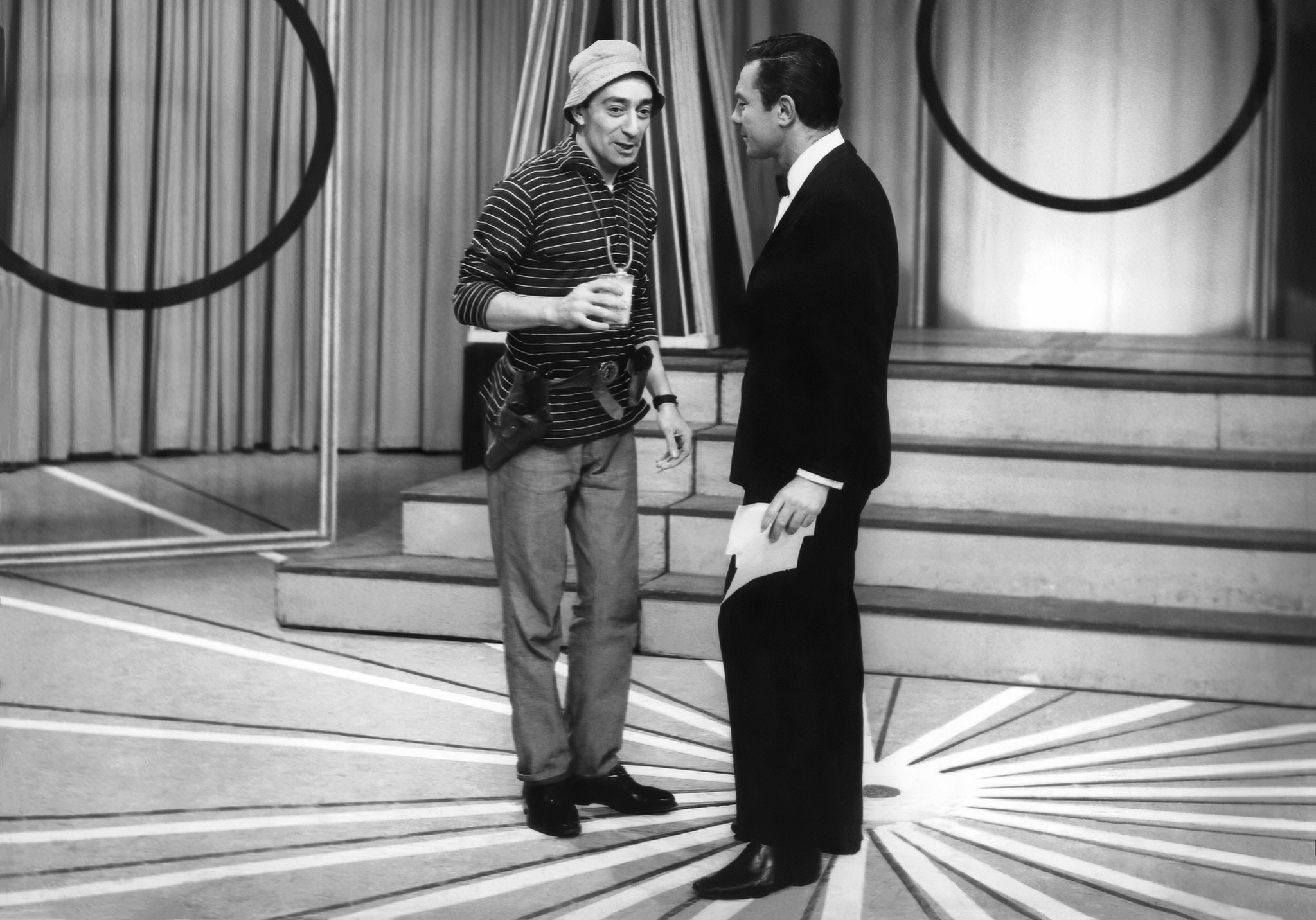
Alberto Olmedo caracterizado como el Capitán Piluso en Canal 7, 1962.

El Capitán Piluso fue un programa de televisión infantil de Argentina emitido por Canal 9, protagonizado por Alberto Olmedo en 1960 junto a Coquito (Humberto Ortiz), encarnando respectivamente los personajes del Capitán Piluso y Coquito. El ciclo fue transmitido poco más de tres años en esa emisora. En 1965 el programa se emitió durante un año en Canal 7 y a partir de 1967 se presentó dos años en el Canal 2 de La Plata. Los personajes volvieron al aire en la década de 1970, en un programa que llevó el nombre de Piluso y Coquito, transmitido por el Canal 11.

## El programa
El cómico rosarino Alberto Olmedo (1933-1988) tenía el rol protagónico, como el Capitán Piluso, y estaba acompañado de Coquito (Humberto Ortiz) que hacía de marinero. Primero trabajaron en el programa de dibujos animados Huckleberry Hound, en el cual ambos presentaban esa serie animada.
Manuel M. Alba, gerente general de la Compañía Argentina de Televisión (C.A.De.Te.) que administraba el flamante Canal 9, tuvo la idea de un microprograma infantil de cinco minutos. Pensó en Olmedo porque recordaba las travesuras de Joe Bazooka, el primer personaje que había interpretado el rosarino.

Contesté que sí, por supuesto, y entonces me dijo que me buscara quién me hiciera el libro. Yo había conocido a Coquito en uno de mis programas anteriores y nos habíamos hecho bastante amigos; sabía que él escribía y le pedí que me hiciera los libretos. Aceptó, y luego aceptó también incorporarse al programa como un marinerito. Así fue como empezamos a trabajar juntos.
Alberto Olmedo

## En la cultura popular
Fito Páez compuso una canción titulada "Tema de Piluso", que integra el álbum Circo beat (1994), que dice en su parte más relevante "no hay merienda si no hay Capitán". Luis Alberto Spinetta compuso el tema "Piluso y Coquito", que integra el álbum San Cristóforo (1998).
El episodio 6 de la serie en imagen real de Cybersix fue dedicado a Piluso y Coquito. En el mismo, ambos casi son asesinados por los villanos, justo antes de ser rescatados por la heroína. Y luego los dos pasan a pelearse por un beso de ella en los tejados. El episodio termina con Cybersix viendo la serie de El Capitán Piluso en su departamento tras haber arruinado los planes de su nemesis, Von Reichter.